# Hassan Bek-moskee
De Hassan Bek-moskee, ook bekend als de Hasan Bey-moskee, is een moskee in de havenstad Jaffa, dat nu deel uitmaakt van de gemeente Tel Aviv-Yafo, in de staat Israël. Het wordt beschouwd als een van de bekendste moskeeën. De minaret werd twee keer gerestaureerd.